# クリフ・ジョーンズ
クリフォード・"クリフ"・ウィリアム・ジョーンズ（Clifford "Cliff" William Jones、1935年2月7日 - ）は、ウェールズ・スウォンジー出身の元サッカー選手。ポジションはウィンガー。

## 経歴

### クラブ経歴
1952年、17歳のときに地元のチームであるスウォンジー・シティAFCと契約。兄のブリン・ジョーンズと共にチームの主力選手として活躍し、公式戦通算193試合に出場、54得点を記録した。
1958年2月にトッテナム・ホットスパーFCに当時のクラブレコードとなる3万5000ポンドの移籍金で加入した。移籍してすぐは満足のいくパフォーマンスを見せられず、怪我で離脱も経験したが、1958年12月に復帰してからはビル・ニコルソンの下でチームの中心選手として活躍。1959-60シーズンはリーグ全試合に出場すると25ゴールを決める活躍を見せた。
1960-61シーズンにはボビー・スミス、レス・アレンに次ぐ19ゴールを記録し、リーグ優勝、FAカップ優勝のダブル達成に貢献。1962年のFAカップ連覇にも貢献。同年、ユヴェントスFCから当時の世界記録となる12万5000ポンドの移籍金でオファーが舞い込んだが、クラブはこのオファーを断った。その後、1962-63シーズンのUEFAカップウィナーズカップ制覇、1966-67シーズンのFAカップ優勝に貢献した。
トッテナムでは通算378試合に出場し、159ゴールを記録した。この記録は2019年1月にハリー・ケインに抜かれるまで、ジミー・グリーブス、ボビー・スミス、マーティン・チバースに次ぎ歴代4位の記録だった。

### 代表経歴
1954年からサッカーウェールズ代表に選出。1958 FIFAワールドカップ予選の大陸間プレーオフでゴールを決める活躍を見せ、ウェールズのワールドカップ本戦初出場に貢献した。本戦では5試合全試合に出場し、ベスト8進出に貢献した。

## 家族
父のアイヴァー・ジョーンズもサッカー選手の他、叔父のショニ、エムリン、ブリン、バートもサッカー選手。また兄のブリン、従弟のケンもサッカー選手というサッカー家系の出身である。
孫のスコット・ニールソンも元サッカー選手。同じく孫のマット・ウェルズはフラムFCのコーチを務めている。

## タイトル
トッテナム
- リーグ:1960-61
- FAカップ:1960-61,1961-62,1966-67
- FAチャリティ・シールド:1961,1962,1967
- UEFAカップウィナーズカップ:1962-63